# 공방전
공방전(孔方傳)은 고려 인종 때 임춘이 한문으로 지은 가전이다. 사람을 돈에 빗대어 의인적 수법으로 쓴 우화로서 권선징악을 목적으로 한 것이다. 내용은 공씨 집안의 약전으로, 본래 '孔方'에서의 '孔'은 구멍이요, '方'은 모이니 곧 엽전을 이른 것임. '공방의 조상은 수양산에 숨어 살았으므로 세상에 쓰인 일이 없었고, 아비인 천(泉:貨泉)은 주나라 재상으로서 부세를 맡았다. 방(方)은 한나라 때 벼슬하여 역대를 지냈는데, 그는 명예를 돌보지 않고 재물만 중히 여기던 끝에 원제(元帝) 때 쫓겨났다. 그는 당나라가 일어나자 다시 부름을 받았으나 이미 죽고 없었다. 그러나 나라에서는 방의 술을 써서 나라의 씀씀이를 편히 했다. 방의 아들에는 윤(輪)이 있었는데 그는 경박하여 세상에 욕을 먹더니 뒤에 수형령(守衡令)이 되었으나 장물죄(臟物罪)로 사형(死刑)되었다.
일명 '공유전(孔有傳)'이라고도 하나 이것은 <공방전>의 잘못이다.